# Orkan Niklas
Der Orkan Niklas  war ein Sturmtief, das sich am 29. März 2015 in der Nähe von Island entwickelt hat und vom 30. März bis zum 1. April 2015 über Europa zog. Es verursachte in Deutschland und Österreich in Spitzenböen Windgeschwindigkeiten von bis zu 192 km/h. Der Deutsche Wetterdienst (DWD) gab Unwetterwarnungen für große Teile des Landes heraus.

## Namensvergabe
Der Name „Niklas“ wurde im Rahmen der Wetterpatenschaft der FU Berlin am 29. März 2015 für das Tiefdruckgebiet vergeben.

## Wetterlage

Luftdruckentwicklung von „Mike“ und „Niklas“

Das Sturm- und Orkanfeld folgte dem Orkantief „Mike“,
zog am 30. und 31. März 2015 zunächst über Westeuropa und erreichte am 31. März 2015 weite Teile Deutschlands.
Orkanböen-Extreme wurden in Deutschland laut DWD am 31. März 2015 auf der Zugspitze (192 km/h), dem Brocken (162 km/h), dem Feldberg im Schwarzwald (151 km/h) und dem Weinbiet bei Neustadt an der Weinstraße (148 km/h) gemessen.
Am 2. April löste sich das Tiefdruckgebiet auf.

## Auswirkungen und Schäden

### Niederlande
Der Orkan führte in den Niederlanden zu erheblichen Behinderungen im Flug- und Schiffsverkehr. Am Amsterdamer Flughafen Schiphol fielen mehr als achtzig Flüge aus. An Europas größtem Hafen in Rotterdam mussten zwei Container-Terminals geschlossen werden und Schiffe warteten auf See, bis sich die Wetterlage wieder beruhigte.

### Deutschland

#### Tote und Verletzte
Neun Todesfälle in Deutschland wurden als Folgen des Sturmtiefs berichtet.
Zwei Männer in ihrem Dienstfahrzeug und eine Frau
wurden in ihrem Auto von Bäumen, ein weiterer Mann von einer Betonmauer
und ein vierter von einem Scheunentor erschlagen, das von Böen aus seiner Aufhängung gelöst worden war.
In drei Fällen verloren Fahrer nach plötzlichem Schneefall
bzw. Hagel auf glatten Straßen die Kontrolle über ihre Wagen. Dabei starben vier Männer, zwei weitere wurden dabei schwer verletzt.
Ein Rollerfahrer und ein Mädchen wurden von umstürzenden Bäumen, zwei Arbeiter beim Umstürzen eines Gerüsts schwer verletzt.

#### Weitere Auswirkungen

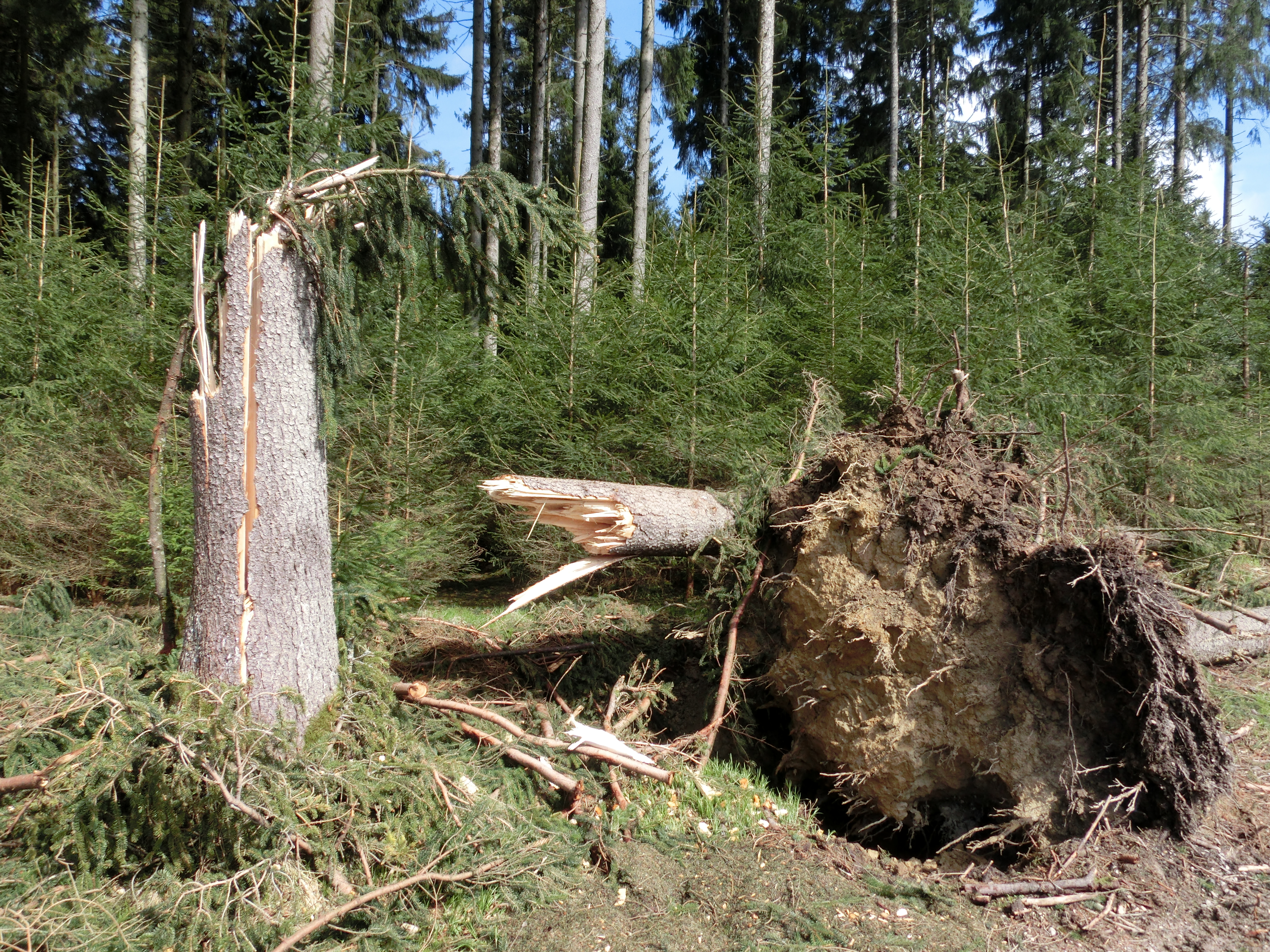
Sturmschaden in Folge des Orkans Niklas im Pfullendorfer Spitalwald (April 2015)

Die Deutsche Bahn stellte am 31. März 2015 den Nah- und teilweise den Fernverkehr in Nordrhein-Westfalen und anderen Bundesländern wegen des mit dem Sturmtief verbundenen Risikos ein. Tausende Reisende und Pendler saßen an Bahnhöfen unter anderem in Düsseldorf, Bielefeld, Dortmund und Köln fest. In München wurde der Hauptbahnhof gesperrt, da die Glasfront des Bahnhofs beschädigt worden war. Auch der Verkehr auf der ICE-Strecke München – Augsburg und zwischen Rosenheim und München wurde eingestellt. In Norddeutschland waren die Bahnstrecken Bremen – Hannover, Hamburg – Hannover und Hannover – Berlin auf Teilabschnitten gesperrt. Der Fernverkehr wurde großräumig umgeleitet oder entfiel. Des Weiteren wurde die Höchstgeschwindigkeit auf den übrigen ICE-Strecken auf zunächst 140 km/h, ab dem späten Nachmittag auf 80 km/h herabgesetzt. Fernzüge fuhren meist nur bis zum nächstgelegenen Knotenbahnhof, während der Regionalverkehr ganz entfiel.
Die Elversberger Kaiserlinde, als Naturdenkmal geschützt, wurde entwurzelt, ebenso die größere der beiden Hänge-Buchen im Helfenberger Park von Dresden. Ein weiteres Naturdenkmal, die Donnerfichte bei Nanzenbach im Lahn-Dill-Kreis, fiel dem Orkan zum Opfer.
Auch in Unterfranken kam es zu Schäden, als Bäume auf ein Haus in Lohr am Main und ein Auto in Würzburg fielen. Eine der Tribünen des Hardtwaldstadions in Sandhausen wurde so stark beschädigt, dass sie für das darauffolgende Heimspiel des Zweitligisten SV Sandhausen gesperrt wurde.
Die zulässige Höchstgeschwindigkeit auf Autobahnbrücken der A 61 (Talbrücke Alzey und Talbrücke Dautenheim) und A 63 (Talbrücke Weinheim) bei Alzey wurde sicherheitshalber auf 40 km/h reduziert.
Die Berliner Feuerwehr rief den Ausnahmezustand aus.
Auf dem Stadiondach in Krefeld wurde eine im Zuge der Dachsanierung im Aufbau befindliche Photovoltaikanlage erheblich beschädigt, weil die erforderliche Ballastierung nicht mehr rechtzeitig hatte angebracht werden können.
In einer ersten Hochrechnung erwartet der Gesamtverband der Deutschen Versicherungswirtschaft Schäden an Gebäuden, Hausrat und Fahrzeugen in Höhe von 750 Millionen Euro. Damit gehört Orkan „Niklas“ zu den fünf schwersten Stürmen in den vergangenen 15 Jahren.

### Österreich
Ein pensionierter Mauthausner (63) stürzte von einer Leiter, als er sein Terrassendach wetterfest machen wollte. Er starb an seiner schweren Kopfverletzung.
Auswirkungen waren vom Westen kommend bis in den Raum St. Pölten zu spüren.

### Schweiz
Eine Person kam ums Leben.

### Tschechien
Auch in Tschechien hatte der Sturm Auswirkungen, vor allem im Verkehr. Dies betraf insbesondere den Schienenverkehr, wo beispielsweise auf der Bahnstrecke Olomouc–Opava východ ein umgestürzter Baum zwischen Milotice nad Opavou und Brantice einen Zug zum Entgleisen brachte.  Auch zahlreiche Stromausfälle wurden verursacht. Die Feuerwehr hatte eigenen Angaben zufolge 14 mal so viele Einsätze wie an einem durchschnittlichen Tag.